# Johannes Combach

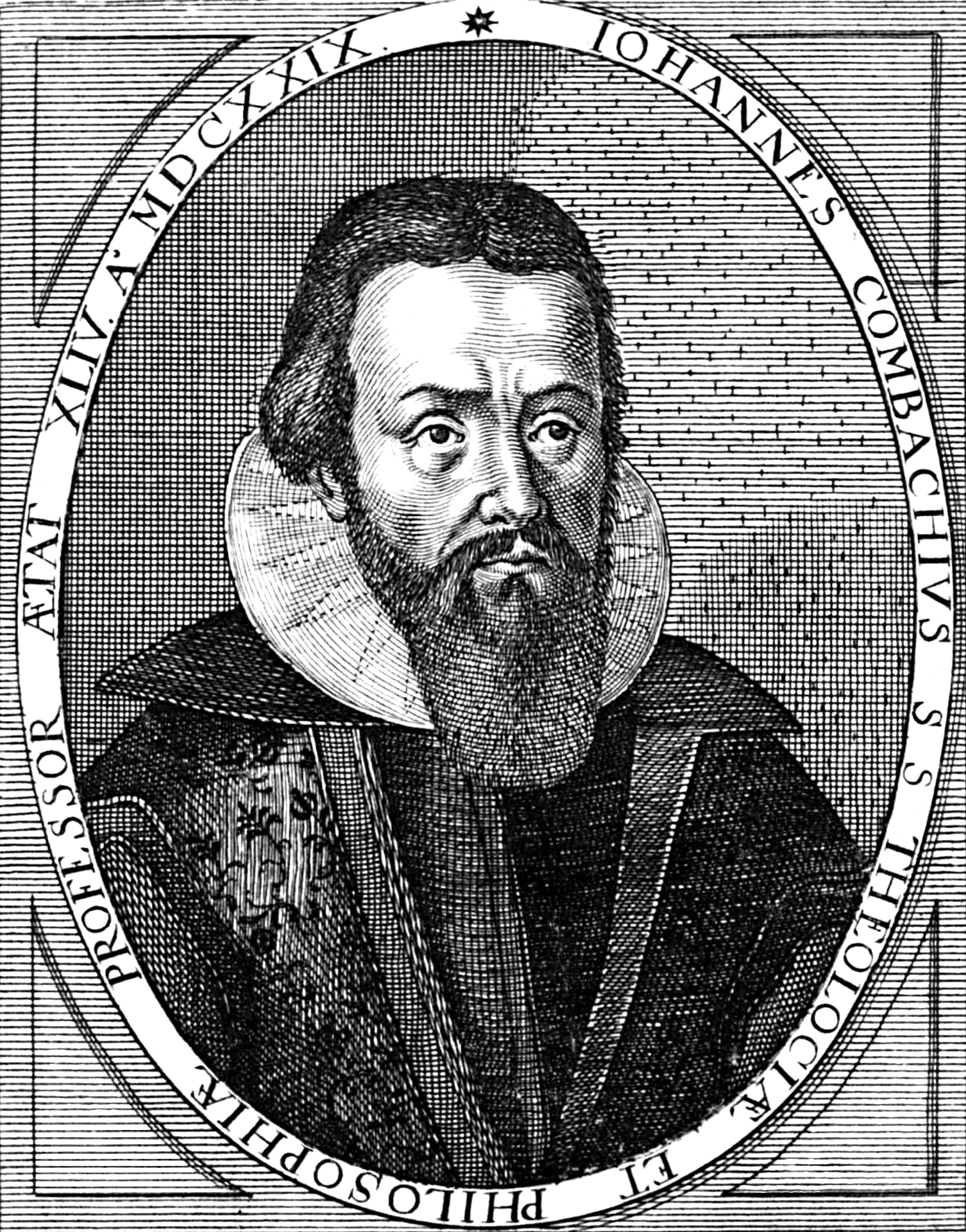
Johannes Combach

Johannes Combach (* 5. Dezember 1585 in Wetter; † 4. Juni 1651 in Kassel) war ein deutscher Professor, Bibliothekar und Theologe.

## Leben
Der Sohn des gleichnamigen Bürgermeisters Johannes Combach (Kompecher) studierte Philosophie und Theologie in Marburg, wo er 1605 den Magistergrad erlangte. Im Jahre 1609 besuchte er die Universität Oxford und wurde 1610 bei seiner Rückkehr nach Marburg zum Professor für Philosophie berufen. 1618 erlangte er zusätzlich das Lizentiat im Fach Theologie. Von 1621 bis 1624 betreute er an der Philipps-Universität Marburg die Universitätsbibliothek, 1623 war er Rektor der Universität. Nach der Übernahme der Universität durch den lutherischen Landgrafen von Hessen-Darmstadt wurde er wie alle Professoren reformierten Bekenntnisses entlassen und nahm eine Stelle als Prediger in Felsberg an. Ab 1634 wirkte er als Professor für Theologie und Philosophie an der reformierten Kasseler Universität. 1639 folgte er einem Ruf der Stadt Bremen, um am dortigen Gymnasium zu lehren; er kehrte jedoch 1643 nach Kassel zurück, wo er 1651 verstarb. Er war 1633 und 1634 Prorektor sowie 1646 Rektor der Universität in Kassel.
Johannes Combach veröffentlichte über 170 Schriften, darunter etliche Disputationen seiner Studenten.
Sein Bruder Ludwig Combach (1590–1657) war hessischer Leibarzt; sein Bruder Christoph war Rektor der "Academiola Wetterana" in seiner Heimatstadt.
In Felsberg ist eine Sportstätte nach Combach benannt.